# Christus Hemelvaartkathedraal (Almaty)
De Kathedraal van de Hemelvaart van Christus (Russisch: Вознесенский Кафедральный Собор) of Zenkov-kathedraal is een Russisch-orthodoxe kathedraal in de Kazachse stad Almaty. De 56 meter hoge kathedraal staat midden in een 18 hectare groot stadspark in het oostelijk deel van het stadscentrum. Het gebouw is het op drie na grootste houten bouwwerk ter wereld en een van de weinige sacrale bouwwerken van hout die de tand des tijds ongeschonden hebben doorstaan.

## Geschiedenis
In het jaar 1903 nam de bisschop van Turkestan het besluit een Russisch-orthodoxe kerk te bouwen in toen nog Alma-Ata. Het houten gebouw, waarbij geen spijkers werden gebruikt, werd opgetrokken naar een ontwerp van de architect A.P. Senkov. Na 4 jaar werd de kathedraal in 1907 voltooid. In 1911 werd Alma-Ata door een aardbeving getroffen waarbij een groot deel van de stad werd verwoest. De toren van de kathedraal scheen heen en weer te zwiepen als de top van een hoge boom, maar dankzij de flexibele houtbouw leed het gebouw slechts minimale schade.
Na de Russische revolutie werd het gebouw als Staatsmuseum van de Kazachse Socialistische Sovjetrepubliek benut. Na een noodlottig ongeval bij een poging in 1929 om de kruisen van de kerk te verwijderen, bleven de christelijke symbolen gedurende de gehele Sovjet-periode de toren en de koepels van de kerk sieren. In de jaren 30 werd het gebouw door verschillende publieke organisaties gebruikt. In de kerktoren werd bijvoorbeeld de eerste radiozender geïnstalleerd. In 1973 werd een begin gemaakt met de restauratie van de kathedraal, waarvan de werkzaamheden in 1976 konden worden afgesloten.

## Heropening
In mei 1995 werd de kathedraal teruggegeven aan de Russisch-orthodoxe Kerk en twee jaar later, na een restauratie, werd de kerk weer voor de eredienst opengesteld.